# 門田隆将
門田 隆将（かどた りゅうしょう、1958年〈昭和33年〉6月16日 - ）は、日本のフィクション作家、ジャーナリスト。本名は門脇 護（かどわき まもる）。

## 経歴
高知県安芸市出身。土佐中学校・高等学校、中央大学法学部政治学科卒業。
1983年4月、新潮社入社。『週刊新潮』に配属される。神戸連続児童殺傷事件では被害者遺族の手記を発掘するなどした。2002年10月から『週刊新潮』に「裁判官がおかしい!」を連載、後にそれを大幅に加筆して『裁判官が日本を滅ぼす』を新潮社から刊行している。同書では、小野悦男が1996年に殺人容疑で逮捕されて有罪が確定した足立区首なし殺人事件について、以前に逮捕されていた松戸OL殺人事件を逆転無罪とした東京高裁の裁判官を「無罪病」と論評している。
新潮社勤務のかたわら講談社から発表した『甲子園への遺言』が第16回ミズノスポーツライター賞優秀賞を受賞、NHK土曜ドラマ『フルスイング』（主演・高橋克実）としてドラマ化された。
2008年4月、新潮社を退社し独立。2008年7月、光市母子殺害事件遺族の本村洋を描いた『なぜ君は絶望と闘えたのか　本村洋の3300日』を刊行。同作品を原作とするWOWOWのドラマWスペシャル「なぜ君は絶望と闘えたのか」（主演・江口洋介）は、2010年度文化庁芸術祭賞ドラマ部門の大賞を受賞した。
2009年10月、1949年の古寧頭戦役で中国国民党軍に協力した日本の軍事顧問団関係者の子孫と共に福建省の金門島を訪問。60周年の戦没者慰霊祭などに参加した。2010年9月、同戦役における日本側軍事顧問の一人として活動した根本博を描いた『この命、義に捧ぐ　台湾を救った陸軍中将根本博の奇跡』（集英社）で第19回山本七平賞を受賞。また、門田が同書で明らかにした蔣介石が根本に贈った「花瓶」が、2011年、日台友情の証（あかし）として根本家によって台湾に返還されることが決まったと報道された。台湾でも同書の翻訳本『為義捐命』が発売された。
福島第一原子力発電所事故後の状況を現地で取材。『死の淵を見た男　―吉田昌郎と福島第一原発の五〇〇日―』（2012年）、『記者たちは海に向かった　―津波と放射能と福島民友新聞―』（2014年）を刊行した（「死の淵を見た男」は2020年に「Fukushima50」として映画化される。また、2023年に「THE DAYS」として連続ドラマ化された）。2014年5月、朝日新聞が吉田が政府事故調の聴取に応じた「吉田調書（聴取結果書）」を独占入手したとして「所員の9割が吉田所長の命令に違反して撤退した」と報道したことに対して、「これは誤報である」と自身のブログで主張をする。その後、週刊誌（『週刊ポスト』6月20日号、『週刊新潮』9月18日号）、写真誌（『FLASH』6月24日号）、月刊誌（『Voice』8月号・11月号、『正論』8月号・10月号）、『産経新聞』8月18日付朝刊等で批判の論陣を張った。一方、朝日新聞は門田の論評に対して「訂正謝罪」の要求と「法的措置を検討する」との抗議書を複数回送付したが、逆に9月11日、木村伊量社長が記者会見を開いて、当該の「吉田調書」記事を全面撤回し、謝罪した。門田は11月に出版した『「吉田調書」を読み解く 朝日誤報事件と現場の真実』に、その経緯を記した。
香港情勢、台湾情勢について、今日の香港、明日の台湾、明後日の沖縄と述べている。
伯父が殺害された通化事件について、20代前半から調査を行っている。
2022年沖縄県知事選挙にて、沖縄が中国領土であると主張する中華民族琉球特別自治区準備委員会を取り上げ、沖縄知事選で玉城知事リードなのは中国は大歓迎と述べた。

## 言論への批判
これまで数多くの陰謀論や不正確、もしくは虚偽の情報の拡散を繰り返したことでも知られている。作家の適菜収は門田について「現実と妄想の区別がつかないので、自分の願望に沿うデマを垂れ流し、整合性がなくなれば陰謀論に逃げ込む」人物であると評している。これらの発言は度々批判を受け、訴訟に発展したものもある（いずれも門田側が敗訴している）。

### アメリカ合衆国大統領選挙陰謀論
2020年アメリカ合衆国大統領選挙で大規模な不正疑惑がある中でジョー・バイデンが当選したとして、その実態を究明すべきだと主張した。例として門田はミシガン州アントリム郡でドミニオン社製の集計器が68％ものエラーを出したことが司法監査によって明らかになり、勝敗がひっくり返ったなどとし、選挙が不正によって盗まれたと主張した。しかし、実際に行われたのは司法監査ではなく民間会社の調査である。また、アントリム郡は当初からトランプの勝利が伝えられており、監査結果によって結果がひっくり返ったという事実もない。さらに、門田が不正の根拠として挙げた集計機を製造したドミニオン社は、陰謀論を広めたFOXニュース相手に訴訟を起こした。FOXは報道が虚偽であったことを認め、日本円にして1000億円以上の賠償金をドミニオン社に支払うことで和解し、門田が主張していたドミニオン社製集計機による選挙不正は根拠のない虚報であったことで事実上決着がついた。
ハーバー・ビジネス・オンラインは大統領選不正の陰謀論を信じ込み積極的に拡散した門田隆将を「質の悪い『与太話』を真剣に垂れ流す」「ネットde真実おじさん」と批判した。毎日新聞も不正投票の間違った情報を拡散させた代表的な存在として、百田尚樹、加藤清隆、有本香と共に門田隆将の名をあげ、門田の拡散させた情報が間違いであることを具体例と共に掲載した。
アメリカコーネル大学のAnton Abilov教授が作った、選挙の不正を訴えた影響力のあったアカウントのリストにドナルド・トランプやシドニー・パウエル弁護士と共に門田や我那覇真子の名が掲載された。柳原滋雄は論創社から上梓した『疑惑の作家 「門田隆将」と門脇護』において、大統領選での門田の言動について、「エビデンス（根拠）を伴わない情報を鵜呑みにし、猿回しの猿となって踊った結果、大掛かりな『虚報』を振り撒いた」「デマ屋」「陰謀論に加担」と激しく糾弾した。

### あいちトリエンナーレ署名偽造事件
2019年に愛知県で開催された「あいちトリエンナーレ」の企画展をきっかけに始まった、大村秀章同県知事のリコール運動を早い段階からツイッター等で支援。のちに署名の8割が不正だったことが発覚。
不正発覚直後、門田は「住所記述で“の”を“―”と書いただけで弾かれる署名。これを無効でなく“不正”と書くのは正しいのか」とツイートし、不正ではなく無効であるとの見解を主張したが、実際には住所記述で「の」を「ー」と書いただけではじかれるという事実はなく、門田の発言は虚偽である。ジャーナリストの江川紹子は門田のこのツイートについて「『ジャーナリスト』を名乗る者が、簡単に確かめられる事実について、虚偽情報を広げる不幸」と批判。
さらにリコール運動の過程で「特定勢力が味方を装ってスパイを送り込み、故意に大量の不正署名をした可能性も囁かれている」と指摘。その後の調査でリコール運動の事務局長であった日本維新の会 (2016-)の田中孝博やリコール運動団体会長である高須克弥の秘書が佐賀県でアルバイトを雇ったり、愛知県内で高須ホールディングスの社員を使って業務時間中に署名を書きうつさせていたことが発覚した。これらの言動について門田隆将は一切自らの責任について言及しておらず、柳原滋雄は門田のことを「『自分だけは常に正しい』といった態度を取り続けてきた。どのような失態を犯しても、自分の非を認めることのない特異な人格の持ち主」と厳しく非難している。

### 環境問題
門田は環境問題にも度々言及。2021年8月22日には、日本テレビの「グレタさん"日本は世界の子ども苦しめる"」との記事を取り上げ、環境活動家のグレタ・トゥーンベリについて「CO2排出量毎年90億㌧以上でダントツの中国。その10分の1以下の日本の方が憎いらしい。スポンサーと噂される中国に益々肩入れ(?)のグレタさん」とツイート。フリージャーナリストの志葉玲は、グレタ・トゥーンベリが中国も実際に批判していることを指摘して、門田のツイートを「ろくに記事本文も読まず投稿された的はずれなもの」と批判した。

### 統一教会
門田は、元首相・安倍晋三と旧統一教会の関わりについて言及している。安倍は旧統一教会系の団体である天宙平和連合の主催する大会に韓鶴子総裁らを讃えるビデオメッセージを送っているが、これは元国連事務総長であった潘基文に依頼されたためで、ドナルド・トランプ等他の者と同様に出しただけだと主張し、経済評論家の須田慎一郎からは、他の者も出したからということは理由にならないと批判を受ける。実際には、メッセージを潘が依頼したという事実はなく、同団体議長である梶栗正義が、自身が依頼したものであること、さらに、それまでに３人の元首相経験者に依頼していたが、いずれも拒否されており、安倍元首相が初めて承諾したことを語っている。また、門田は潘基文が大会の共同組織委員長であったことを自身の推測の根拠としているが、潘基文が共同組織委員長であるのは2022年2月の「ワールドサミット2022・韓半島（朝鮮半島）平和サミット」であり、安倍がメッセージを寄せたのはその約半年前の2021年9月の「THINK TANK 2022希望の前進大会」で、このときは潘基文は安倍と同様に演説者の一人に過ぎない。
安倍政権下の2013年に消費者裁判手続特例法、2018年に消費者契約法改正が成立しているが、門田は、これらは霊感商法を規制するもので、このことをもって安倍は旧統一教会の天敵だったとする。しかし、2013年公布の消費者裁判特例法は業者側に不法行為や不当利得があった場合を問題とするものの、「死者（先祖）や自身の死後の救済」「開運」といった信仰や宗教的感情に基づいて現物を即金で買うことが通常の旧統一教会の霊感商法は全く対象としていない。また、2018年の消費者契約法改正も当初は霊感商法を対象としておらず、同年5月のこの改正案審議中に国民民主党の西岡秀子議員から同法改正を担当する福井照消費者相にこの問題の指摘があって、法案に盛り込まれることになったもので、さらに、その前月には立憲民主党の大西健介議員から、福井が旧統一教会系の大会に祝電を送っていた事実を指摘され、何らかの支援を受けた事はないかと追及を受け、福井は、自身が霊感商法と関係があれば担当相の資質を欠くとまで言明するに至っており、旧統一教会や霊感商法の関係する問題について、与党側は野党の提案や要求を極めて拒みにくい状態であった。
門田は1987年と2021年を比較して、霊感商法の被害額が大幅に減っていることを指摘して、これを安倍政権の成果とする。しかし、実際には1986年暮れから朝日ジャーナル等のマスコミで霊感商法の実態暴露といったキャンペーンが始まり、霊感商法が打撃を受けている（参照：霊感商法#概要）。さらに、「全国霊感商法対策弁護士連絡会」のメンバーで弁護士の川井康雄は、第1次安倍政権終了後の頃から教団に関連した悪徳商法の摘発が相次いでいた一方、第2次安倍政権発足後に再び刑事事件化することは少なくなったと指摘している。また、これらの結果、旧統一教会自体が、その資金源の主力を霊感商法から献金に移したことが指摘されている。門田が安倍政権の成果として挙げている改正消費者契約法についても、実際に霊感商法の契約取り消しに利用された事例は2022年9月7日時点で一件も確認されていない。

### 沖縄陰謀論
2022年沖縄県知事選挙直前の2022年8月31日、玉城デニー候補の演説での「誓いましょう！この選挙で玉城知事と共に、日本政府から、アメリカから、沖縄を取り戻す！」という発言を「独立宣言」「『沖縄は日本ではない』との攻勢を強める中国に呼応する知事」と批判。
しかしこの発言は４年前のものであり、普天間飛行場の返還や辺野古の新基地建設に反対する文脈上の物であり、独立宣言では全くなく、ましてや中国とは何ら関係がない。琉球新報はこの件について門田にコメントを求めたが、門田は無視し、ツイートを削除や訂正することなく拡散し続けた。

### 日本学術会議
2020年に起きた日本学術会議会員の任命問題に関連し、自民党の甘利明が「中国の軍事研究につながる『千人計画』に学術会議が積極的に協力している」とブログに投稿。日本学術会議は「悪質なデマ」としてこの内容を否定し、甘利自身もブログを「間接的に協力しているように映ります」と書き換えた。だが、門田はTwitterや雑誌『WiLL』などで日本学術会議が「中国の軍事研究には協力してきた」「中国の軍事発展のために海外の専門家を呼び寄せる『千人計画』には協力している」などと批判を続けた。だが、学術会議は中国の軍事研究への協力について「そのような事業、計画などはありません」と明確に否定しており、「千人計画」ついても「学術会議として、計画に協力したり、交流したりするようなことはしておりません」と完全に否定している。これについては、内閣府も2020年10月15日の野党合同ヒアリングにおいて「（日本学術会議と千人計画は）関わりありません」と明確に否定した。そもそも学術会議の予算面の問題から、国際的な研究プロジェクトなどを実施することは、何処の国ともできておらず、軍事研究や千人計画以前に、学術会議として他国との間で「研究（計画）に協力」しているという事実がない。門田のこれらの発言はバズフィードなどで取り上げられ批判された。
同時期に、学術会議に対し「学術会議で6年働くと、日本学士院で年金250万円を死ぬまでもらえる」という虚偽情報が拡散。門田はこれに呼応し「OB組織日本学士院には年6億の税金が充てられ、6億のうち4億は会員の終身年金に消える」とツイートし、文化人放送局内の番組『イクちゃん加トちゃんwithカドちゃん』でも「日本学術会議は税金10億が投じられ辞めた後は毎月20万の終身年金」と主張したが、そもそも日本学士院は学術会議のOB組織ではなく、日本学術会議の会員経験がなくとも学士院会員になれる。また、学術会議が6年任期の会員210人に対し、学士院は定員150人の終身会員制であり、学術会議経験者の大半は学士院会員になることが不可能であるため、門田隆将によるこれらの学術会議批判はいずれも虚偽である。

### 中国・小池百合子陰謀論
コロナ禍で東京都知事の小池百合子が医療用防護服33.6万着を提供したことに関連し、「うち20万着は都の医療用防護服不足が明らかになってからの提供」「首相も都知事も中国シンパの日本。既に属国」と批判したが、実際には都の防護服の備蓄は220万着があり、中国に33.6万着を送ってもまだ190万着近い備蓄があった。さらに、都が中国に防護服を提供したのは2020年1月28日から2月18日の間であり、2020年2月18日時点では日本国内の新型コロナウイルス感染者は全て合わせて73名しかおらず、「都の医療用防護服不足が明らかになってから」中国に防護服の提供を決めたという門田隆将の主張は虚偽である。
また、2022年12月に東京都が新築戸建て住宅等に太陽パネルの設置を義務化したことに関連し、「今度はジェノサイドが疑われる中国製太陽光パネル義務化。あり得ない」と批判。だが、都が義務化を決めたのは「太陽パネルの設置」であり、「中国製太陽パネル」を義務化したという門田の発言は虚偽である。

### LGBT関連
門田隆将は2023年6月に成立した性的指向及びジェンダーアイデンティティの多様性に関する国民の理解の増進に関する法律（LGBT理解増進法）を「日本の根幹を揺るがす」「日本を破壊する」などと繰り返し激しく非難。さらに「女風呂や女子トイレに“俺は女”との“性自認”が入ってくる」「頑張った女性アスリートの努力も無駄」と非難したが、LGBT理解増進法に｢性自認が女性と言えば、女子トイレを使えるようになる｣という趣旨の内容は含まれていない。スポーツに関しても、LGBT理解増進法にもオリンピックなどにも自認する性で出場できるようにする規定はなく、テストステロン値など科学的な検査によって判断される（詳しくはスポーツにおける性別確認参照）ため、「女風呂や女子トイレに“俺は女”との“性自認”が入ってくる」「頑張った女性アスリートの努力も無駄」という門田隆将の発言は虚偽である。
また、2023年7月28日に国土交通省内で起きた盗撮事件について「今後は“心は女性”と言えば身体男性が堂々と女子トイレへ。あり得ない国」と発言。だが、この盗撮事件の被疑者はLGBTでもなく、LGBTを装って女子トイレに入ったのでもなく、被疑者は逮捕されている。LGBTとは全く関係のない事件であり、門田隆将の発言は虚偽である。

### 岸田文雄襲撃事件
2023年4月15日に発生した岸田文雄襲撃事件について、Dies iraeを名乗るTwitterユーザーが犯人であり襲撃を予告していたと篠原常一郎がツイートした。しかしそれは虚偽情報であり、篠原はフェイクであったことを認め謝罪した上でツイートを削除した。だが、門田隆将はこの虚偽情報を真に受け拡散。さらに、虚偽情報であったにも関わらず、どういうわけか「知人の情報当局者への取材結果」として、Dies iraeが襲撃犯と同一人物であるというツイートを投稿している。門田が一体どの「情報当局者」にどのような取材をしたのかは謎のままである。

### 立憲議員名誉毀損訴訟
立憲議員名誉毀損訴訟を参照。

### パリオリンピック女子ボクシング選手中傷事件
2024年8月1日に行われた2024年パリオリンピックのボクシング競技女子66キロ級のアルジェリア代表のイマネ・ケリフとイタリア代表のアンジェラ・カリニの試合は、約46秒で終了。ケリフの強い攻撃に耐えきれず、カリニ選手が棄権を申し出た。
これに関し、門田隆将は「注目の女子ボクシングの試合が終わった｡生来女性のアンジェラ選手はトランスジェンダーのケリフ選手のパンチ2発を受け､開始46秒で棄権｡やはり命の危険を感じたのだろう｡『女性の尊厳が踏み躙られました』とのXに納得｡女性アスリートの努力や命を何とも思わない左翼によって世界が壊れていく」「五輪女子ボクシングの波紋は広がるばかりだが『彼女はジェンダーイデオロギーによって夢が奪われる為に全人生をかけて訓練してきたのだ』との論評が重かった｡『人生でこれほどハードなパンチを受けた事がなかった』と敗れたアンジェラ選手｡全女性が今､声を挙げなければ世界は左翼活動家の天下になる」と繰り返し投稿し、トランスジェンダー問題を非難した。
しかし、ケリフは元男性のトランスジェンダー選手ではなく、生まれながらの女性であり、性分化疾患によりXY染色体を持つと報じられている。したがって、「トランスジェンダー選手によって女性の尊厳が踏みにじられた」「女性アスリートの努力や命を何とも覆わない左翼によって世界が壊れていく」などの門田の主張はいずれも虚偽である。。
柳原滋雄は自身のXにて、門田の一連の虚偽発言を「希代のデマ記者門田隆将がいまだ誤発信を認めず、開き直った投稿を続ける。反省しない、謝罪しない、自分だけが正しいの門脇３原則は健在のようだ」と痛烈に批判した。写真家の福居伸宏も自身のXで、同様の虚偽を流したひろゆきらの名を挙げ、「地獄の状況」と強く非難した。東京大学教授の池内恵は「またデマか…まともに取材する能力がない」と非難した。

### 女性審判蔑視発言
2024年8月1日に行われた2024年パリオリンピックの柔道競技柔道男子90キロ級の決勝で村尾三四郎がジョージア代表のラシャ・ベカウリに敗れた際、判定に疑問を呈したうえで、「なぜ女性審判がこの決勝をジャッジするのか」と、性別と審判の技量を結び付ける発言をした。これに対しティムラズ・レジャバ駐日ジョージア大使が門田の投稿に対し「柔道関係者も誤審はなかったと明言する中、根拠もなく誤審の印象を流すのは選手当事者にも失礼だと思います。発言の内容は女性の蔑視にも繋がりかねません」「様々、訂正が必要です」と、門田の発言を問題視する投稿を行った。

## 訴訟

### 大滝村交通事故名誉棄損訴訟
1994年7月に創価学会員が運転するトラックと、創価学会に対立する日蓮正宗僧侶が運転する乗用車の衝突事故が発生した。乗用車を運転していた僧侶が死亡したが、警察は、乗用車側のスピード超過によるものとして処理し、損害保険会社も同様の判断を行った。事故は、創価学会を破門した日蓮正宗総本山の「総登山」直前という激しい対立のさなかに起きたもので、週刊新潮は「大石寺『僧侶』を衝突死させた創価学会幹部」を掲載した。当記事には、事故のことを誰も知らない夜中に、死亡した僧侶の似顔絵に「日蓮正宗僧侶 天罰下る！」という見出しを掲げたビラが大量に撒かれたなどとも記載されており、創価学会員のトラックの運転手は週刊新潮に対して訂正を要求したが、新潮社はそれを受け入れなかったため、トラックの運転手は新潮社を名誉棄損で提訴した。札幌地裁は新潮社の名誉棄損を認め、新潮社に110万円の慰謝料の支払いを命令、札幌高裁、最高裁ともに地裁の判決を支持し、新潮社の敗訴が確定した。

### 信平夫妻による池田大作に対する訴権の濫用
1996年に信平醇浩・信子夫妻の「創価学会の池田大作名誉会長に暴行を受けた」とする手記を週刊新潮に掲載した。信平夫妻は手記発表後、創価学会に対して損害賠償を求め提訴した（池田大作に対する訴権の濫用）。裁判は信平夫妻が裁判官を忌避するなど混迷し、ついに信平夫妻の証言が実現しないまま、信子には「時効」が宣告され、夫の醇浩には、「却下(裁判として成立するほどの証拠や信頼性がない訴訟に対する措置)」が言い渡されて終結した。しかし、創価学会はこの関連記事を26回にわたって掲載した週刊新潮を提訴もせず、池田名誉会長の「出廷を阻止すること」に成功した。この手記に関する記事が自民党機関誌の自由新報でも掲載されたため、自民党と公明党の接近が計られる中、時の内閣総理大臣・橋本龍太郎が謝罪を行う事態にまで発展した。

### 風にそよぐ墓標著作権訴訟
2010年8月に出版した日本航空123便墜落事故を扱った『風にそよぐ墓標―父と息子の日航機墜落事故』に登場する77歳の女性遺族が自分の提供した手記（1996年出版）が「記述に利用されるとは思わなかった」として著作権侵害で門田と発行元の集英社を提訴。遺族側は合計26か所の盗用がおこなわれたと主張し、「承諾を得て参考にした。盗用ではない」とする門田側の主張にも「承諾していない」と反論している。
2013年3月14日、一審の東京地裁は著作権侵害を認定し、出版差し止めと書籍の廃棄、慰謝料など約58万円の支払いを命じた。門田は「本人に確認取材し、参考文献としても明記した。あきれた判決だ」と判決を非難し、即日控訴。2013年9月30日、二審の知財高裁も一審判決を支持し、控訴を退けた。門田は上告の意向を示す一方、「記憶の薄れていた本人が自ら提供してきた手記をもとに長時間にわたって本人に記憶を喚起してもらいながら取材し、その上で記述した内容が著作権侵害になるなら、もはや日本でノンフィクションは成り立たない」、「日本の官僚裁判官は、小説とノンフィクションの違いも理解できないのだろうか」と反発。この問題を扱った『新版 裁判官が日本を滅ぼす』を2013年に出版した。2015年5月14日、最高裁は門田の上告を棄却。著作権侵害を認め、二審判決が確定した。門田は同日、自身のブログを更新し、「これが司法の限界。私の姿勢や手法はこれからも変わらない」と宣言した。

### 立憲議員名誉毀損訴訟
2021年10月、立憲民主党の小西洋之と杉尾秀哉がインターネット上で虚偽情報を流されて名誉を毀損されたとして匿名TwitterアカウントDappiを提訴したが、Dappiの該当ツイートは門田隆将が産経新聞に寄稿した記事の写真が添付されて投稿されたとみられ、それを要約したような形式になっていた。池田信夫はDappiを訴えるのであれば門田も提訴しなければおかしいと主張していたが、両議員は門田及び産経新聞社にも訴訟を起こした。
産経新聞は2020年10月25日付の朝刊で、18年3月に森友学園問題をめぐって、安倍首相周辺との関連が疑われないようにするため、財務省本省関係者らから資料の書き換えを命じられた近畿財務局職員の赤木俊夫が自殺した件に言及し「（両議員は）財務省に乗り込み、約1時間、職員をつるし上げている。当該職員の自殺は翌日の7日だった」との門田の記事を掲載していた。一方、門田の主張のもととなった杉尾議員の報告は、両議員が資料のコピーを出せると聞いて東京の財務省本省に出向いたものの、その場になって出せないと言われ、一時間にわたって押し問答、結局、理財局の部屋を訪れても鍵をかけて、中にも入れて貰えなかったというものであった。赤木は書き換え事件以来、うつ状態となって当時は静養のため休職しており、両議員とは面識もなく、接点は全くなかった。また、復職の直前で、復職すれば検察の追及が本格的に始まるのではないかと当人は恐れていたという。しかし、Dappiや門田の記事のために、両議員と立憲民主党はネットで誹謗中傷にさらされたという。2022年10月9日に東京地裁は名誉毀損を認定、門田と産経に計220万円の賠償の判決を下した。
門田と産経は控訴したが、2023年4月12日に東京高裁は両者の控訴を棄却。一審の賠償命令が維持された。
門田は判決に対し、自らの非を認めることはなく、逆に日本の司法を「左傾化し正義を捨てた」と非難した。控訴審判決を不服として上告したが、最高裁は2024年3月14日、三行決定で棄却。

## 受賞歴
- 2005年　ミズノスポーツライター賞　優秀賞[103]
- 2010年　芸術祭　テレビ・ドラマ部門　大賞（原作）[6]
- 2010年　ATP賞　テレビグランプリ・ドキュメンタリー部門　優秀賞（原作）[104]
- 2010年　山本七平賞[8]
- 2012年　芸術祭　テレビ・ドラマ部門　優秀賞（原作）[6]

## 著書
- 『裁判官が日本を滅ぼす』（新潮社、2003年6月）のち文庫（新潮文庫、2005年10月）

のち『新版　裁判官が日本を滅ぼす』（WAC BUNKO、2013年6月）
- 『甲子園への遺言　伝説の打撃コーチ高畠導宏の生涯』（講談社、2005年6月）のち文庫（講談社文庫、2008年12月）

※ 2005年、ミズノスポーツライター賞　優秀賞
※ 2008年、NHKテレビドラマ『フルスイング』として映像化
- 『ハンカチ王子と老エース：奇跡を生んだ早実野球部100年物語』（講談社、2006年11月）

のち改題・加筆・文庫化『甲子園の奇跡　斎藤佑樹と早実百年物語』（講談社文庫、2011年4月）
- 『なぜ君は絶望と闘えたのか　本村洋の3300日』（新潮社、2008年7月）のち文庫（新潮文庫、2010年8月）

※ 2010年4月、第40回大宅壮一ノンフィクション賞候補。
※ 同年9月、WOWOWがドラマWスペシャル「なぜ君は絶望と闘えたのか」（主演・江口洋介）として映像化。2010年度（第65回）文化庁芸術祭 テレビ・ドラマ部門大賞を受賞。
- 『神宮の奇跡』（講談社、2008年11月）のち文庫（講談社、2015年9月）
- 井上薫との共著『激突！　裁判員制度：裁判員制度は司法を滅ぼすvs官僚裁判官が日本を滅ぼす』（ワック、2009年3月）
- 『康子十九歳　戦渦の日記』（文藝春秋、2009年7月のち文庫　(文春文庫、2011年7月）

※ 2009年、フジテレビが「ザ・ノンフィクション」500回記念番組で同作を原案とする「康子のバラ　19歳、戦渦の日記」を放映。第27回ATP賞テレビグランプリ ドキュメンタリー部門優秀賞を受賞。
※ 2011年、第41回大宅壮一ノンフィクション賞候補。
- 『この命、義に捧ぐ　台湾を救った陸軍中将根本博の奇跡』（集英社、2010年4月）のち文庫（角川文庫、2013年10月）

※ 2010年、第19回山本七平賞を受賞。
- 『あの一瞬　アスリートはなぜ「奇跡」を起こすのか』（新潮社、2010年7月）のち文庫（角川文庫、2016年3月）
- 『風にそよぐ墓標　父と息子の日航機墜落事故』（集英社、2010年8月）

※ 提訴され敗訴し絶版。
のち改題・文庫化『尾根のかなたに　父と息子の日航機墜落事故』（小学館文庫、 2012年9月）
※ 集英社版の第1章と第3章が削除されている。第3章は盗用疑惑の訴訟で問題となっていた部分であるが、それが削除理由かは不明。
※ 2012年、WOWOWでドラマ化。2012年度（第67回）文化庁芸術祭 テレビ・ドラマ部門優秀賞を受賞。
- 『蒼海に消ゆ　祖国アメリカへ特攻した海軍少尉「松藤大治」の生涯』（集英社、2011年4月）のち文庫（角川文庫、2015年6月）
- 『太平洋戦争　最後の証言』シリーズ（小学館のち角川文庫）
  - 『太平洋戦争　最後の証言　第1部　零戦・特攻編』（小学館、2011年8月）のち文庫（角川文庫、2015年5月）
  - 『太平洋戦争　最後の証言　第2部　陸軍玉砕編』（小学館、2011年12月）のち文庫（角川文庫、2015年5月）
  - 『太平洋戦争　最後の証言　第3部　大和沈没編』（小学館、2012年4月）のち文庫（角川文庫、2015年6月）
- 『死の淵を見た男　吉田昌郎と福島第一原発の五〇〇日』（PHP研究所、2012年11月）のち文庫（角川文庫、2016年10月）

※ 2013年、第44回大宅壮一ノンフィクション賞候補。
※ 2020年、『Fukushima 50』のタイトルで映画化。2023年、『THE DAYS』のタイトルでNetflix配信ドラマ化。
- 『Fukushima 50 オフィシャルフォトブック』若松節郎（監督）（KADOKAWA、2020年3月）

- 『狼の牙を折れ　史上最大の爆破テロに挑んだ警視庁公安部』（小学館、2013年10月）のち文庫（小学館文庫、2024年8月）
- 『記者たちは海に向かった　津波と放射能と福島民友新聞』（角川書店、2014年3月）のち文庫（角川文庫、2017年2月）
- 『慟哭の海峡』（角川書店、2014年）のち文庫（角川文庫、2017年11月）
- 『「吉田調書」を読み解く　朝日誤報事件と現場の真実』（PHP研究所、2014年11月）
- 『吉田昌郎と福島フィフティ』（PHP研究所、2015年2月）
- 『日本、遥かなり　エルトゥールルの「奇跡」と邦人救出の「迷走」』（PHP研究所、2015年11月）のち文庫（角川文庫、2021年11月）
- 『リーダーの本義』（日経BP、2016年6月）
- 『汝、ふたつの故国に殉ず　台湾で「英雄」となったある日本人の物語』（角川書店、2016年12月）のち文庫（角川文庫、2020年2月）
- 石平との共著『世界が地獄を見る時：日・米・台の連携で中華帝国を撃て』（ビジネス社、2017年2月）
- 『奇跡の歌　戦争と望郷とペギー葉山』（小学館、2017年7月）のち文庫（角川文庫、2023年10月）
- 花田紀凱との共著『『週刊文春』と『週刊新潮』 闘うメディアの全内幕』（PHP新書、2017年12月）
- 『敗れても　敗れても　東大野球部「百年」の奮戦』（中央公論社、2018年5月）のち文庫（中公文庫、2022年5月）
- 『ヒョウのハチ』松成真理子（絵）（ぴっかぴかえほん、2018年7月）
- 『オウム死刑囚 魂の遍歴　井上嘉浩　すべての罪はわが身にあり』（PHP研究所、2018年12月）
- 高橋洋一との共著『日本を覆うドリーマーたちの「自己陶酔」』（WAC BUNKO、2018年12月）
- 『新聞という病』（産経セレクト、2019年5月）
- 『疫病2020』（産経新聞出版、2020年6月）
- 李登輝『愛する日本人へ　日本と台湾の梯となった巨人の遺言』（監修）（宝島社、2020年10月）
- 古森義久との共著『米中"文明の衝突"　崖っ淵に立つ日本の決断』（PHP研究所、2020年11月）
- 石平との共著『中国の電撃侵略 2021-2024』（産経セレクト、2021年2月）
- 『新・階級闘争論　暴走するメディア・SNS』（WAC BUNKO、2021年4月）
- 竹田恒泰との共著『なぜ女系天皇で日本が滅ぶのか』（ビジネス社 、2021年6月）
- 髙山正之との共著『世界を震撼させた日本人　心を奮い立たせる日本の偉人』（SB新書、2022年2月）
- 結城豊弘との共著『“安倍後"を襲う日本という病』（ビジネス社、2022年8月）
- 『日中友好侵略史』（産経新聞出版、2022年9月）
- 河野克俊との共著『リーダー3つの条件』（WAC BUNKO、2023年3月）
- 『尖閣1945』（産経新聞出版、2023年11月）
- 井沢元彦との共著『消えゆくメディアの「歴史と犯罪」』（ビジネス社、2023年12月）
- 『「左翼革命」と自民党崩壊　政界大動乱同時ドキュメント』（ワック、2024年12月）
- 山上信吾との共著『媚中　その驚愕の「真実」』（WAC BUNKO、2025年4月）